# 펜 질렛

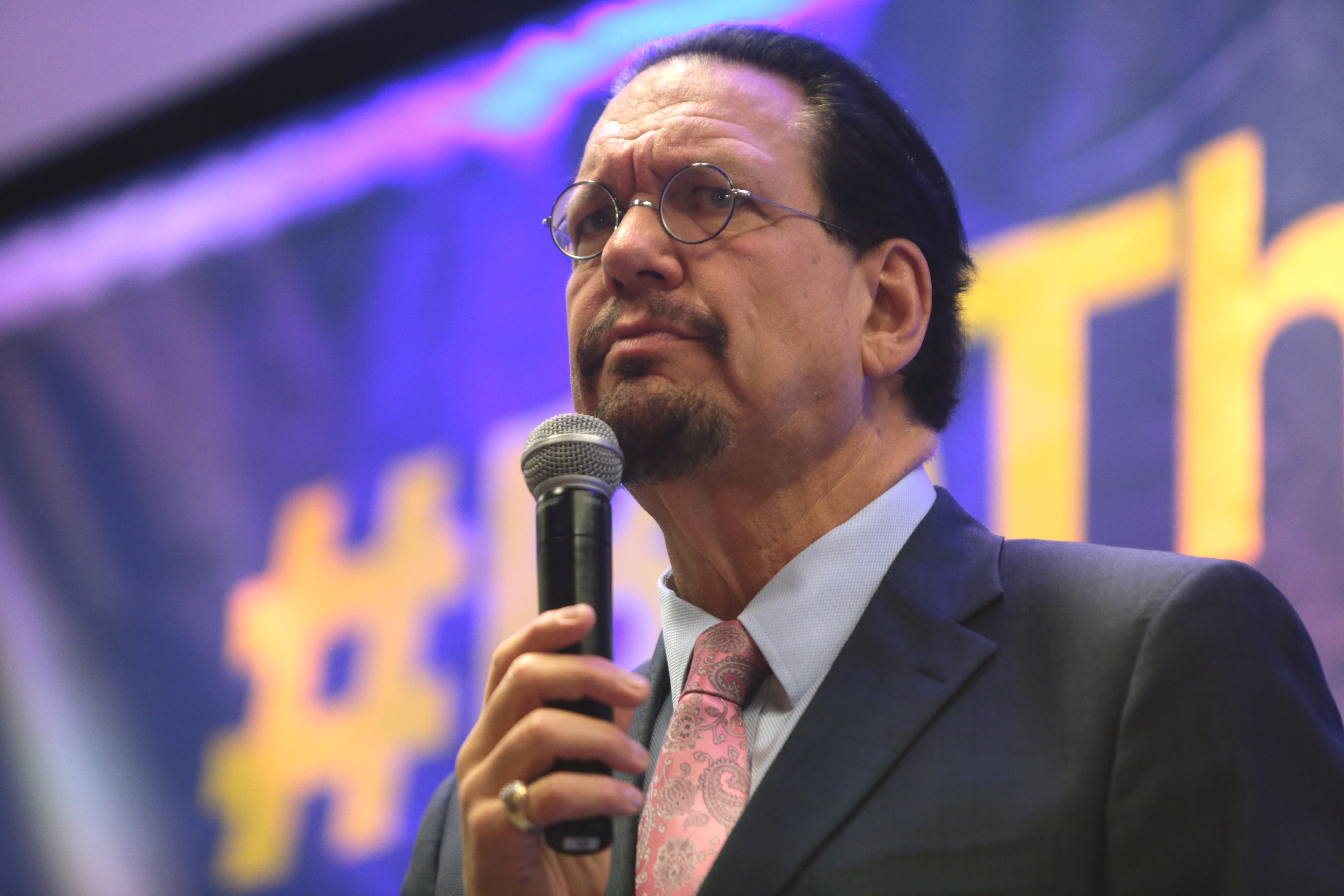

펜 질렛(Penn Jillette, 1955년 3월 5일 ~ )은 미국의 라디오 DJ, 배우, 소설가, 텔레비전 배우, 팟케스터, 희극 배우, 음악가, 마술사, 작가, 영화배우이다.

## 영화
- 디렉터스 컷 (2016년)
- 팀스 버미어 (2013년)
- 글렌 벡 (2009년)
- 물을 팝니다? (2008년)
- 미스터 웜스 - 돈 리클스 프로젝트 (2007년) - 본인 역
- 스타와 춤을 (2005년) - 본인 역
- 아리스토캣 (2005년)
- 펜 & 텔러: 불쉿! (2003년)
- 지미 키멜 라이브! (2003년) - 게스트 역
- 카슨 데일리 쇼 (2002년)
- 클루리스 2 (1999년)
- 환타지아 2000 (1999년)
- 라스베가스의 공포와 혐오 (1998년)
- 더 데일리 쇼 위드 존 스튜어트 (1996년) - 게스트 역
- 사브리나 - TV 시리즈 (1996년)
- 더 드류 캐리 쇼 (1995년)
- 해커스 (1995년)
- 토이 스토리 (1995년) - TV 아나운서 목소리 역
- 지금은 순찰 중 (1994년)
- 프렌즈 (1994년)
- 광란의 마술사 (1989년)
- 간다라 (1988년)
- 터프가이는 춤을 못 춰 (1987년)
- 나의 사랑 쇼우퍼 (1986년)